# Sprachnorm
Sprachnorm bezeichnet im engeren Sinne das über vorliegende sprachliche Äußerungen erschließbare und allen Mitgliedern einer Sprachgemeinschaft verfügbare Regelsystem einer Sprache. Im weiteren Sinne bezeichnet Sprachnorm nach Theodor Lewandowski „die Gesamtheit überindividueller Regeln / Reglementierungen / Vorschriften / Grundsätze / Muster, die den Sprachgebrauch verbindlich ordnen“ (vergleiche Normung).

## Grundsätzliches
Sprachliche Normen beziehen sich auf verschiedene Ebenen der Sprache und der Sprachverwendung. Entsprechend begegnen sie uns bei verschiedenen sprachlichen Tätigkeiten im Alltag. Sehr viele sprachliche Normen befolgen wir unbewusst. Zum Thema werden sie erst dann, wenn bewusst wird, dass Abweichungen möglich sind, z. B. verschiedene Schreibweisen wie Friseur/Frisör, Formen wie des Kindes/des Kinds oder Verhaltensweisen – wird z. B. auf ein Angebot mit nein oder mit Nein danke, ich möchte keinen Kaffee mehr reagiert?
Dabei werden Normen entweder als Einschränkung/Korrektur wahrgenommen oder als willkommene Orientierungshilfe bei Unsicherheiten.
Sprachnormen können je nach Bezugsbereich zu verschiedenen Typen von Normen gehören: verbindlich anerkannte Regel (z. B. grammatische Regeln), allgemein anerkannter Regelfall oder Standard (z. B. Standardsprache), auf Werte bezogene soziale Norm (z. B. sprachliche Höflichkeit), gesetzliche Vorschrift oder Rechtsnorm (das amtliche Regelwerk zur Regelung der Rechtschreibung).
Mit dieser Breite hängt zusammen, dass sprachliche Normen unterschiedlich verbindlich sind, viele sind nicht schriftlich notiert, und sie unterliegen sprachlichem und gesellschaftlichem Wandel.
Unterscheiden kann man Normen nach ihrem Inhalt (was wird vorgeschrieben?), den zuständigen Autoritäten, den Anwendungsbedingungen, den dazugehörenden Situationen und den Sanktionen bei Nichteinhalten (Glück (Hrsg.) 2005:665).
Außer im Bereich der Rechtschreibung gibt es (im deutschen Sprachraum) keine Normierungsverfahren oder -instanzen. Dass Nachschlagewerke wie der „Duden“ auch für Fragen außerhalb der Rechtschreibung als maßgeblich gelten, ist eine Konvention, die aber höchstens im Bereich von Schule und Amtsstellen festgeschrieben werden kann. Dass sich die meisten Menschen in einer Sprachgemeinschaft dennoch an sprachliche Normen halten, verweist auf den klar sozialen Charakter sprachlicher Normen. Indem die Gesellschaft Sprache verwendet, entwickeln sich allgemein anerkannte Regeln; die Gesellschaft mindert und ent-wickelt Varianz auch unabhängig von der Sprachwissenschaft. (Peyer u. a. 1996:16).
Normierungsbestrebungen sollten berücksichtigen, dass Sprache ein selbstregulierendes System ist. Sprache bedürfe keiner globalen Eingriffe, da sie als primäres Zeichensystem einen Rückkopplungs-Mechanismus enthält, der unter wechselnden gesellschaftlichen Bedingungen die notwendige Anpassung an neue kommunikative Bedürfnisse von selbst bewerkstelligt.
Je längerfristiger die Wirksamkeit einer Sprachäußerung eingeschätzt wird, desto eher werden Sprachnormen beachtet. Geschriebene Sprache orientiert sich daher in der Regel stärker an Sprachnormen als gesprochene Sprache.
Lange Zeit haben sich Sprachwissenschaft, Sprachkritik und Rhetorik nicht mit informeller gesprochener Sprache befasst, so dass nach wie vor konzeptionell schriftliche, eher formelle Sprache als die einzig richtige gilt. Differenzierter wird gefragt, welche sprachlichen Mittel in welcher Situation angemessen sind – das bedeutet, dass z. B. umgangssprachliche Ausdrucksweisen nicht grundsätzlich richtig oder falsch sind, aber nicht immer angemessen.

## Verschiedene Normbereiche; Ebenen der Sprache und der Sprachverwendung

### Laute und Buchstaben
Deutsch als plurizentrische Sprache kennt keine einheitliche Norm der Aussprache. Für die Aussprache des Standarddeutschen gibt es verschiedene Maßstäbe: Bühnenlautung, Standardlautung, Umgangssprache (s. Orthoepie). Was in entsprechenden Aussprache-Wörterbüchern (z. B. Duden Bd. 6) festgehalten wird, ist nicht Gesetz, sondern Richtgröße für bestimmte Situationen. In vielen alltäglichen oder halböffentlichen Situationen (z. B. Rundfunk) braucht die Aussprache aber nicht völlig vereinheitlicht zu sein, solange die Sprechenden auf Verständlichkeit und Deutlichkeit achten.
Die Orthographie/Rechtschreibung ist der Bereich der Sprache, der am genauesten und eindeutigsten normiert ist. Interessant ist, dass mit der Zunahme informeller geschriebener Sprache in den elektronischen Medien (wieder) sichtbar wird, dass viele alternative Schreibweisen möglich und verständlich sind. Linguistisch wird unterschieden zwischen Graphemik/Graphematik (Untersuchung des Schriftsystems und seiner Regularitäten) und Orthographie (Fixierung der Norm). Insbesondere für die Vermittlung der Rechtschreibung in der Schule ist es wichtig, die Systematik des Schriftsystems zu kennen.

### Formen und Satzbau
Die meisten grammatikalischen Formen und Satzbauregeln werden bereits von Kindern im Alter von ca. 6 Jahren richtig angewendet. Unsicherheiten zeigen sich bei seltenen Formen (z. B. Konjunktiv), in Bereichen, wo es regionale oder dialektale Varianten gibt (z. B. ich bin/habe gesessen, Rindsbraten/Rinderbraten, des Kindes/von dem Kind) oder wo sich Sprachwandel abzeichnet (z. B. von starker zu schwacher Präteritumform des Verbs wie buk/backte, wob/webte, weitere Bsp. s. Duden Band 4 S. 460f.). Wörterbücher und Grammatiken geben Auskunft über die üblichen Formen und Varianten; begründete Entscheidungshilfen für verschiedene Bereiche sprachlicher Zweifelsfälle enthält z. B. Duden Band 9. Das fachliche Hintergrundwissen ist Gegenstand der Morphologie/Morphosyntax und der Syntax. In beiden Teilbereichen der Linguistik wurden verschiedene Modelle zur Beschreibung des Sprachsystems entwickelt.

### Wörter
Bereits in der antiken Sprachphilosophie wurde erkannt, dass Wörter nicht von Natur aus zu ihren Inhalten gehören, sondern durch Konvention. Um sozial handeln zu können, müssen sich Einzelne aber an die Konventionen halten. Eine gewisse Freiheit der Wortwahl besteht zwischen Synonymen. Auch wenn die Bedeutung zweier Wörter gleich ist, bestehen Unterschiede: formell/informell, Regional-/Standardsprache, Gruppensprache/Standardsprache, veraltet/aktuell, oder es geht um Fremdwörter oder um politisch (un)korrekte Ausdrucksweisen.
Als Hilfe dienen bei Unsicherheiten größere aktuelle Wörterbücher, u. a. das Variantenwörterbuch der deutschen Sprache von Ammon u. a. (Hrsg.), die auf varietätenlinguistischer und semantisch-lexikographischer Forschungsarbeit beruhen. Einzelne Institutionen, z. B. Zeitungsredaktionen, arbeiten mit Richtlinien oder vermeiden bestimmte Ausdrucksweisen, v. a. im Bereich „politische Korrektheit“. Eine darüber hinausgehende Normierung wäre in einer demokratischen Gesellschaft heikel, auch wenn gerade im Bereich der Wortwahl die Un-sicherheit oft relativ groß ist. Wichtiger sind Reflexion und Diskussion in Schule und Öffentlichkeit.
Die normative Festlegung von Wortbedeutungen ermöglicht ein hohes Maß an Eindeutigkeit. Die Bestimmung gesellschaftsrelevanter Termini erweist sich dabei als ideologieabhängig (Lewandowski).

### Text und Textsorten
Regeln für den Satzbau lassen sich fassen, aber es gibt unendlich viele Möglichkeiten, Sätze zu bilden. Noch viel größer ist die Menge der möglichen Texte. Es ist kein Zufall, dass sich die Linguistik lange schwergetan hat mit der Einheit „Text“. Was sprachlich über den Satz hinausgeht, lässt sich schlecht als rein sprachliches Regelsystem beschreiben, sondern ist stark von der Situation und dem Handlungsziel bestimmt. Entsprechend unterschiedlich können Texte aussehen, die vieles gemeinsam haben, z. B. Nachrichten zum gleichen Thema in der Boulevardpresse, in Online-Medien, als gesprochene Rundfunknachricht, als Bericht eines Augenzeugen etc. Regeln und Normen für bestimmte Textsorten lassen sich nur für konkrete Verwendungszusammenhänge formulieren, am deutlichsten z. B. bei Protokollen, Verträgen, Geschäftskorrespondenz o. Ä. Andere Textsorten wie z. B. der Brief können höchstens als Prototyp verstanden werden.

### Sprachliches Verhalten, Stil
Alltagssprachlich ist Stil ein unproblematischer Begriff, es ist aber schwierig, ihn direkt einer der bisher genannten Ebenen zuzuordnen. Von Aussprache/Orthographie bis zur Strukturierung des Texts sind auf allen Ebenen Entscheidungen zu treffen: Was will ich ausdrücken? Wie will ich wirken? Welche Möglichkeiten habe ich, welche wähle ich aus? Was tun andere in meiner Situation? Will ich gleich handeln oder mich von anderen abheben?
Statt engen Normen („das ist guter Stil“) ist ein reflektierter Sprachgebrauch anzustreben. Deshalb stellt die aktuelle Sprachdidaktik auch nicht primär Text- und Stilmuster vor, sondern will dazu befähigen, für verschiedene Formulierungsziele die passenden Formen zu finden. Diese Haltung wird oft als zu nachgiebig oder lasch missverstanden. Sie ist dann richtig, wenn die verschiedenen Möglichkeiten ausprobiert, verglichen und von verschiedenen Seiten kommentiert werden und wenn auch Themen wie politische Korrektheit oder Höflichkeit angesprochen werden.
Wo es nicht nur um Texte, sondern auch um das interaktive sprachliche Verhalten geht, kommt die linguistische Pragmatik zum Zug, u. a. die Sprechakttheorie und die linguistische Gesprächsanalyse. Hier werden Kategorien erarbeitet, die für die Beschreibung des Sprach-verhaltens und seiner Wirkung nützlich sind (z. B. Turn-Taking/Sprecherwechsel).

## Sprachwissenschaft und sprachliche Norm
Die aktuelle Linguistik versteht sich als beschreibende, nicht normierende Wissenschaft. Dass auch mit beschreibender Modellierung Normen gesetzt oder in Frage gestellt werden, wird innerhalb der Linguistik wenig reflektiert (Peyer u. a. 1996:10). Illustrieren lässt sich das daran, wie unterschiedlich Linguisten und Laien mit dem Begriff „Grammatik“ umgehen. Viele Dialektsprechende z. B. in der Deutschschweiz sind der festen Überzeugung, ihr Dialekt habe keine Grammatik. Dabei denken sie weniger an Grammatikbücher als daran, dass ihnen beim Sprechen keine Regeln bewusst sind und sie sich nicht eingeschränkt fühlen. Professionelle Grammatiker dagegen betonen, dass sie niemandem etwas vorschreiben wollen, sondern eine rein beschreibende Haltung einnehmen (Eisenberg 1999).
Auch im Bereich der Rechtschreibung versteht sich die Linguistik eher als deskriptive Wissenschaft. Linguisten haben aber maßgeblich am aktuellen amtlichen Regelwerk mitgearbeitet und sind intensiv konfrontiert worden mit den normativen Aspekten ihrer Aussagen (s. dazu Reform der deutschen Rechtschreibung von 1996).
Insgesamt gilt aber, dass sich die Linguistik sehr vorsichtig verhält, wenn es um das Formulieren von Normen geht. Wo Varianz vorliegt, wird sie möglichst neutral oder allenfalls mit Angaben zur Häufigkeit beschrieben. Umgekehrt finden sich auch in seriösen Darstellungen unreflektiert normative Aussagen – anzustreben wäre die Kombination von sorgfältiger Beschreibung und reflektierter, kriteriengestützter Wertung (Peyer u. a. 1996:17–20).